# جایی که سگ‌های خوابیده دروغ می‌گویند
جایی که سگ‌های خوابیده دروغ می‌گویند (به انگلیسی: Where Sleeping Dogs Lie) فیلمی محصول سال ۱۹۹۱ و به کارگردانی دومینیک ویرچافتر است. در این فیلم بازیگرانی همچون دیلان مک‌درموت، چارلز فینچ، شارون استون، تام سایزمور، مری وارناف، ونا بانتا و برت کالن ایفای نقش کرده‌اند.